# Равальи, Виталиано
Виталиано Равальи (итал. Vitaliano Ravagli; 23 июля 1934 — 16 августа 2011) — итальянский антифашист, революционер-интернационалист, участник национально-освободительной борьбы народов Индокитая в 1956 и 1958 годов (в Лаосе и Вьетнаме); писатель, сотрудничавший с творческим коллективом итальянских авторов, работающих под коллективным псевдонимом «Ву Мин» (китайский каламбур: 無名, wúmíng, «аноним» или 五名, wǔ míng, «пятеро»).

## Биография
Вырос в бедной семье, работал столяром, чтобы поддерживать семью, члены которой страдали туберкулёзом. В конце 1940-х — начале 1950-х годов активно участвовал в демонстрациях и столкновениях с силами правопорядка. Получил боевой псевдоним Гап. В 1948 году вступил в Федерацию молодых коммунистов Италии, молодёжное крыло Итальянской коммунистической партии. При этом критиковал однопартийцев за недостаточно революционную позицию.
В 1956 году дезертировал со срочной военной службы и уехал в Лаос, чтобы сражаться в рядах коммунистической бригады Вьетминя. Через четыре месяца вернулся в Италию и продолжил срочную службу в дисциплинарной роте. В 1958 году, не сумев найти себя в повседневной жизни, снова вернулся в Лаос.
По возвращении в Италию женился, в браке родилось двое детей. Опубликовал на собственные средства две автобиографические книги: I sentieri dell’odio (1997) и Il prato degli uomini spenti (1998). Известностью не пользовался, пока Карло Лукарелли не познакомил его с коллективом «Ву Мин», с которым Равальи написал книгу Asce di guerra.

## Книги
- Vitaliano Ravagli. I sentieri dell’odio. Dalla linea gotica alla guerra di Indocina. Trauben, 1997
- Vitaliano Ravagli. Il prato degli uomini spenti. L’Autore Libri Firenze, 1998
- Vitaliano Ravagli e Wu Ming. Asce di guerra. Milano, Marco Tropea Editore, 2000. ISBN 88-438-0269-0
- Vitaliano Ravagli e Wu Ming. Asce di guerra: oggetto narrativo. Torino, Giulio Einaudi Editore, 2005. ISBN 88-06-17607-2